# مقاس واحد يناسب الجميع
«مقاس واحد يناسب الجميع» هو وصف لمنتج يناسب جميع الحالات. وقد تم تمديد هذا المصطلح ليعني نمط واحد أو إجراء واحد يناسب جميع الطلبات ذات الصلة. هو بديل لمصطلح «المقاس لا يناسب الجميع». وقد تم استخدامه لأكثر من خمسة عقود. كما يوجد استخدامات إيجابية وسلبية لهذه العبارة.

## تاريخ العبارة
استخدم مصطلح «مقاسٌ واحد يناسب الجميع» كعبارة شائعة ومبتذلة لأكثر من 5 عقود.

## آراء إيجابية من العبارة
هناك عدة آراء إيجابية لعبارة «مقاس واحد يناسب الجميع»:
- يمكن اعتبار ساعة اليد مناسبة لجميع الناس.
- · في ملابس النساء يمكن وصف الملابس المرنة أو المفتوحة بأنها مقاس واحد يناسب الجميع. غير أن الحجم عادة متوسط (يمكن توسيعه) بدلا من الملائم فعلاً صغيرًا كان أو ذو أحجام كبيرة جدًا (XL).
- · يمكن تصميم سلسلة العنق بحيث يرتديها أيَ شخص من أي حجم.
- تسمح خُوَذ الدراجات المزودة برباط العنق بمقاس واحد والذي يْعرف أيضًا بالمقاس العالمي.
- · في المعدات العسكرية يكون لبعض الاشياء حجم واحد فقط (ولكن تم من قبل استبعاد الأشخاص الصغار أو ذوي الوزن الزائد من الخدمة العسكرية).
- · تصنف العديد من قبعات البيسبول المتاحة للشراء التجاري بأنها ذات «مقاس واحد يناسب الجميع».

## آراء سلبية حول العبارة
توجد العديد من الآراء السلبية لعبارة «مقاس واحد يناسب الجميع» منها:
- يفضل العديد من العملاء الحصول على ملابس مصممة خصيصًا لهم.
- بدلات الرجال عادة ما يكون لها أحجام محددة لقياسات الصدر والخصر.
- الأحذية كمثال تختلف الأحجام (والعرض) حسب الشخص المحدد.
- حسب لقانون GI الأمريكي في التعليم تختلف الخيارات والملائمة حسب كل شخص 

من الناحية السياسية أصبحت العبارة تعني أنه لا ينبغي بالضرورة تطبيق أساليب الإدارة أو المعتقدات السياسية في بلد ما على دولة أخرى.